# Mark Patton
Mark Patton (Riverside, 22 settembre 1959) è un attore statunitense, noto per il ruolo di Jesse, protagonista del film Nightmare 2 - La rivincita.

## Biografia
Nato e cresciuto a Riverside, Missouri, una periferia di Kansas City, Patton incominciò a studiare nel dipartimento di arte drammatica del liceo e presto interpretò Night Must Fall e House of Blue Leaves di John Guare. 
All'età di 17 anni si trasferì a New York dove iniziò a lavorare nella pubblicità. Dopo alcuni mesi ottenne un ruolo in Jimmy Dean, Jimmy Dean. Dopo aver terminato le riprese di Nightmare 2 - La rivincita, Mark iniziò a lavorare ad una sceneggiatura incentrata sulla musica country con Michael S. Murphey, produttore di quel film. Ha recitato anche nel film Anna to the Infinite Power e nel pilot televisivo Kelsey's Son, al fianco di Chuck Connors.
Durante l'adolescenza Mark iniziò a lavorare presso il teatro locale di Kansas City. Più tardi, a 17 anni, con solo 132 dollari in tasca, si trasferì a New York per intraprendere la carriera di attore. Dopo un breve soggiorno nel Woodward Hotel vicino a Times Square, che gli avrebbe fatto trovare alcuni amici e ottenere un lavoro di pulizia nelle case, iniziò il suo viaggio verso il palco. Recitò in decine di spot pubblicitari, arrivando a diventare persino il portavoce di Nestlé in Giappone. Nel 1982, all'età di 18 anni, Mark fece il suo debutto a Broadway, essendo stato scelto dal celebre regista Robert Altman nello spettacolo Come Back to the Five and Dime in Jimmy Dean, cui seguì l'omonima versione cinematografica. Il cast includeva anche Sandy Dennis, Karen Black, Kathy Bates e Cher.
Nel 1985 Mark interpretò Jesse Walsh in Nightmare 2 - La rivincita. Il film fu un successo ed incassò più di trenta milioni di dollari. Mark lasciò show business nel 1986, dopo aver recitato con George Clooney in un episodio della serie televisiva Hotel.
Dichiaratamente gay, Patton lasciò la recitazione anche per via della soffocante omofobia dell'industria cinematografica hollywoodiana. Nel 2004 a Patton viene diagnosticato l'HIV, dopo essere stato colpito da una forte polmonite che lo costrinse al ricovero ospedaliero.
Dopo essersi ristabilito, si trasferì a Puerto Vallarta, in Messico, dove iniziò a lavorare come decoratore di interni e gestendo un negozio di oggetti d'arte assieme al compagno Hector Morales Mondragon, che poi divenne suo marito.
Per anni si persero le sue tracce e dopo varie ricerche, nel 2007, venne rintracciato dagli autori del documentario Never Sleep Again: The Elm Street Legacy, dedicato alla saga di Freddy Krueger. Dopo le riprese del documentario, Patton venne convinto anche a fare due anni di apparizioni a delle convention sui film horror negli Stati Uniti e in Europa.
Nel 2012 pubblicò in formato ebook un racconto spin-off della saga di Nightmare on Elm Street in forma epistolare intitolato Jesse's Lost Journal. In questo racconto, incentrato sul personaggio di Jesse Walsh, viene adottata la premessa che la saga cinematografica sia basata su fatti realmente accaduti, oltre ad aggiungere particolari che nel film vengono omessi o solo lasciati intendere (viene per esempio confermata l'omosessualità di Jesse e si afferma in maniera esplicita che Freddy Krueger fosse anche un pedofilo oltre che un assassino di bambini).
Nel 2013 racconta la sua storia sul supplemento dedicato alle persone sieropositive della rivista The Advocate, parlando della sua sieropositività e delle difficoltà per un attore gay nel farsi strada a Hollywood.

## Filmografia

### Cinema
- Jimmy Dean, Jimmy Dean (Come Back to the 5 & Dime, Jimmy Dean, Jimmy Dean), regia di Robert Altman (1982)
- Anna to the Infinite Power, regia di Robert Wiemmer (1983)
- Nightmare 2 - La rivincita (A Nightmare on Elm Street, Part 2: Freddy's Revenge), regia di Jack Sholder (1985)
- Freddy vs. Jason, regia di Ronny Yu (2003)

### Televisione
- Hotel – serie TV, episodio 3x13 (1986)

## Doppiatori italiani
- Loris Loddi in Nightmare 2 - La rivincita